# باسكال نوما
باسكال أوليفييه نوما (بالفرنسية: Pascal Olivier Nouma)‏ (مواليد 6 يناير 1972) هو لاعب كرة قدم فرنسي سابق.

## المسيرة الرياضية
بدأ نوما مسيرته الرياضية في فريق باريس سان جيرمان للشباب قبل أن يتنقل عبر عدة فرق في فرنسا. لعب لليل وكاين قبل العودة إلى باريس سان جيرمان لموسمين في عام 1994. في عام 1996 غادر إلى ستراسبورغ وقضى موسمين هناك قبل أن ينتقل إلى لينس. بعد موسمين في لينس غادر إلى بشيكتاش في تركيا حيث حقق نجاحا هائلا ولا يزال يحافظ على شعبيته بين مشجعي بيشكتاش الذين ألفوا أغنيات خاصة له. لعب لهم لموسم واحد قبل الانتقال للعب لأولمبيك مارسيليا في العام التالي. عاد لفترة قصيرة إلى بيشكتاش في الموسم التالي لكنه تم إيقافه لمدة سبعة أشهر للاحتفال بهزيمة غريمه التقليدي فنربخشه عن طريق وضع يديه على شورته القصيرة وهي حركة وصفها بأنها «لحظة خاصة من الفرح». اضطر مجلس إدارة نادي بشيكتاش لإلغاء عقده نتيجة لذلك. لم يقلل هذا الحادث من شعبيته بين مشجعي بيشكتاش الذين ما زالوا يتذكرونه هدفه من فوق حارس مرمى دينامو كييف في الدور الثالث من كأس الاتحاد الأوروبي عام 2003.
بعد هذه الحادثة لعب نوما في قطر وخضع لفترات تجربة في أندية أمريكية واسكتلندية.

## الحياة الشخصية
يعمل نوما حاليا ممثل وكان فيلمه الأول هو الفيلم التركي الأتراك في الفضاء.
يقوم أيضًا بتقديم برنامج إذاعي صباحي في إذاعة ميترو في تركيا. نوما مشهور بشكل خاص بسلوكه الغريب الأطوار داخل وخارج الملعب. خلال مقابلة مع صحيفة حريت ادعى أنه تركي وأنه يشعر بأن تركيا كانت موطنه الأصلي.